# Бродер, Эрна
Эрна Бродер (род. 20 апреля 1940) — ямайская писательница, социолог и общественный деятель. Cестра писательницы Велмы Поллард.

## Биография
Она родилась в фермерской деревне Вудсайд, Ямайка. Вскоре получила степень бакалавра искусств, степень магистра и доктора философии в университете Вест-Индии, а также получила докторскую степень в области психиатрической антропологии. Впоследствии она работала государственным служащим, преподавателем, преподавателем социологии и исследователем в Институте социальных и экономических исследований в университете Вест-Индии, Мона, Ямайка. После работы в университете она уехала работать в свой родной город Вудсайд.
Она является автором пяти романов: «Джейн и Луиза скоро вернутся домой» (1980), «Миал» (1988), «Луизиана» (1994), «Ошибка создателя дождя» (2007) и «Ничто» (2014). Бродбер работает писателем-фрилансером, исследователем и преподавателем на Ямайке. Она получала множество наград, в том числе Золотую медаль Масгрейва трижды: один раз от Института Ямайки за впечатляющую работу в литературе, один раз от правительства Ямайки за общественную работу и один раз от правительства Нидерландов за работу в области литературы и оратора. Бродбер в настоящее время работает писателем-резидентом университета Вест-Индии.

## Награды
В 1989 году она выиграла премию писателей стран Карибских и канадской стран Содружества для Миала. В 1999 году она получила Ямайскую золотую премию Масгрейва в области литературы и ораторского искусства. [6] В 2017 году она получила литературную премию Виндхэма — Кэмпбелла.